# Here Where There Is Love
Here Where There Is Love è un album della cantante statunitense Dionne Warwick, pubblicato dall'etichetta discografica Scepter nel 1966.
L'album è prodotto da Burt Bacharach e Hal David, che sono autori dei primi 6 brani dei 10 in scaletta. Bacharach inoltre cura gli arrangiamenti e dirige l'orchestra.

## Tracce

### Lato A
1. Go with Love
2. What the World Needs Now Is Love
3. I Just Don't Know What to Do with Myself
4. Here Where There Is Love
5. Trains and Boats and Planes

### Lato B
1. Alfie
2. As Long as He Needs Me
3. I Wish You Love
4. (I Never Knew) What You Were Up To
5. Blowin' in the Wind